# Franz Keller
Franz Keller (Soleura, 19 de maio de 1913 - 12 de setembro de 1991) foi um psicólogo, jornalista marxista e consultor conjugal e membro do Partido Socialista Suíço.
Estudou psicologia, filosofia e história da literatura nas universidades de Zurique, Berna, Munique, Viena e Paris. Em 1938 começou a trabalhar como psicólogo e grafólogo em Ascona e Zurique. Durante a década de 1950 esteve várias vezes na Alemanha Oriental, onde conheceu sua segunda esposa, Marianne, uma cantora de ópera. Foi membro da “Associação Suíça - União Soviética” (Gesellschaft Schweiz–Sowjetunion), da “Associação Suíça - República Democrática Alemã” (Gesellschaft Schweiz–DDR), do “Movimento Suíço pela Paz” (Schweizerischen Friedensbewegung) e do Conselho Mundial da Paz e publicou regularmente artigos nas revistas suíças Profil, Zeitdienst e Vorwärts (órgão da esquerda política suíça).